# Doug Kramer
Doug Kramer (Hinsdale, Illinois, 4 de junio de 1998) es un jugador profesional estadounidense de fútbol americano que se desempeña en la posición de center en Chicago Bears, equipo de la National Football League (NFL).

## Carrera
Fue seleccionado en la sexta ronda en la Reunión Anual de Selección de Jugadores de la NFL de 2022. Hizo su debut profesional con el equipo Chicago Bears, donde lleva jugando dos temporadas.